# Warsaw Shore (temporada 13)
La decimotercera temporada de Warsaw Shore, un programa de televisión polaco con sede en Varsovia transmitido por MTV Polonia, se anunció en enero de 2020. Estaba programada para ser emitida a partir del 29 de marzo de 2020, pero se canceló debido a la pandemia de COVID-19 y se pospuso para otra fecha. El 27 de julio de 2020 se anunció la fecha de estreno para el 6 de septiembre transmitiéndose los domingos y miércoles. Se unen los nuevos miembros del reparto, Milena Łaszek y Marceli Szklanny. Cuenta con el regreso de Damian Graf quien abandonó el programa durante la temporada anterior.
Nathan Henry de Geordie Shore se unió al elenco como invitado, es la primera vez que un participante de dicho programa aparece desde la primera temporada. Esta fue la última temporada en presentar a Anastasiya Yandalsava, Gábor Szabó y Marceli Szklanny.
Entre el duodécimo y decimotercer episodio varios antiguos miembros del reparto realizaron apariciones, incluyendo a los miembros originales Eliza Wesołowska, Paweł Trybała y Wojciech Gola, además de Alan Kwieciński, Anna Tokarska, Bartlomej Barański, Damian Zduńczyk, Filip Ćwiek, Jakub Henke y Julia Kruzer.

## Reparto
- Anastasiya Yandaltsava
- Damian "Dzik" Graf
- Ewa Piekut
- Ewelina Kubia
- Gábor "Gabo" Szabó
- Joanna "Asia" Bałdys
- Kasjusz "Don Kasjo" Życiński
- Marceli Szklanny
- Milena Łaszek
- Patryk Spiker
- Piotr "Pedro" Polak
- Radosław "Diva" Majchrowski

Recurrente:
A continuación los miembros del reparto que no fueron acreditados como principales:
- Nathan Henry

### Duración del reparto
| Nombre     | Episodios | Episodios | Episodios | Episodios | Episodios | Episodios | Episodios | Episodios | Episodios | Episodios | Episodios | Episodios | Episodios |
| Nombre     | 1         | 2         | 3         | 4         | 5         | 6         | 7         | 8         | 9         | 10        | 11        | 12        | 13        |
| Anastasiya |           |           |           |           |           |           |           |           |           |           |           |           |           |
| Asia       |           |           |           |           |           |           |           |           |           |           |           |           |           |
| Diva       |           |           |           |           |           |           |           |           |           |           |           |           |           |
| Don Kasjo  |           |           |           |           |           |           |           |           |           |           |           |           |           |
| Dzik       |           |           |           |           |           |           |           |           |           |           |           |           |           |
| Ewa        |           |           |           |           |           |           |           |           |           |           |           |           |           |
| Ewelina    |           |           |           |           |           |           |           |           |           |           |           |           |           |
| Gabo       |           |           |           |           |           |           |           |           |           |           |           |           |           |
| Marceli    |           |           |           |           |           |           |           |           |           |           |           |           |           |
| Milena     |           |           |           |           |           |           |           |           |           |           |           |           |           |
| Pedro      |           |           |           |           |           |           |           |           |           |           |           |           |           |
| Spiker     |           |           |           |           |           |           |           |           |           |           |           |           |           |
| Nathan     |           |           |           |           |           |           |           |           |           |           |           |           |           |
| ---------- | --------- | --------- | --------- | --------- | --------- | --------- | --------- | --------- | --------- | --------- | --------- | --------- | --------- |

## Episodios
| N.º (total) | N.º (temp.) | Título        | Estreno                           |
| ----------- | ----------- | ------------- | --------------------------------- |
| 155         | 1           | «Episodio 1»  | 6 de septiembre de 2020           |
| 156         | 2           | «Episodio 2»  | 9 de septiembre de 2020           |
| 157         | 3           | «Episodio 3»  | 13 de septiembre de 2020          |
| 158         | 4           | «Episodio 4»  | 16 de septiembre de 2020          |
| 159         | 5           | «Episodio 5»  | 20 de septiembre de 2020          |
| 160         | 6           | «Episodio 6»  | 23 de septiembre de 2020          |
| 161         | 7           | «Episodio 7»  | 27 de septiembre de 2020          |
| 162         | 8           | «Episodio 8»  | 30 de septiembre de 2020          |
| 163         | 9           | «Episodio 9»  | 4 de octubre de 2020              |
| 164         | 10          | «Episodio 10» | 7 de octubre de 2020              |
| 165         | 11          | «Episodio 11» | 11 de octubre de 2020             |
| 166         | 12          | «Episodio 12» | 14 de octubre de 2020             |
| 167         | 13          | «Episodio 13» | 14 de octubre de 2020 (Player.pl) |